# الكشافة الأمريكية
الكشافة الأمريكية (بالإنجليزية:Boy Scouts of America) هي واحدة من أكبر المنظمات الشبابية في الولايات المتحدة وتحوي أكثر من 2.4 مليون عضو من الشباب وما يقرب من مليون متطوع من الكبار كانت أكثر من 110 مليون أميركي في بعض أعضاء نقطة من الكشافة الأمريكية منذ تأسيسها في عام 1910 كجزء من المنظمة العالمية للحركة الكشفية.

## روابط خارجية
- Boy Scouts of America على مشروع الدليل المفتوح
- Scouting resources على مشروع الدليل المفتوح
- مؤلفات Boy Scouts of America في مشروع غوتنبرغ
- أعمال أو نبذة عن الكشافة الأمريكية على أرشيف الإنترنت
- أعمال الكشافة الأمريكية في ليبري فوكس